# Serra de Barrils
La Serra de Barrils és una serra situada al municipi de Vinaixa a la comarca de les Garrigues, amb una elevació màxima de 550 metres.